# Experyment Psyho
Experyment Psyho – pierwszy producencki album polskiego rapera, producenta i beatmakera, Rahima, znanego między innymi z występów w takich grupach jak 3-X-Klan i Paktofonika.
Muzyka na płycie została w pełni stworzona przez Rahima, scratche dograli DJ Bambus i DJ Haem. Cały album składa się z siedemnastu utworów na których zapisali się tacy raperzy jak Fokus, O.S.T.R. i inni. Do utworów: "Magnes" w wykonaniu Fokusa i "Selekta" w wykonaniu Śliwki Tuitam powstały teledyski. Masteringiem utworów zajął się DJ 600V.

## Lista utworów
| Nr | Tytuł               | Czas | Wykonawca         |
| -- | ------------------- | ---- | ----------------- |
| 1  | "Brak prądu"        | 1:05 | Rah/Mini          |
| 2  | "Przesłuchanie"     | 3:55 | Kams              |
| 3  | "Śpisz już?"        | 3:03 | Siv – Kakaroto    |
| 4  | "Twarze, zamki"     | 3:41 | Mea               |
| 5  | "Selekta"           | 3:21 | Śliwka Tuitam     |
| 6  | "Pojara"            | 4:23 | Bu (P.U.P)        |
| 7  | "T.R.B"             | 4:04 | Le-Lo             |
| 8  | "Szury"             | 2:04 | Be-De-Jot/DJ Haem |
| 9  | "Wie siehts aus"    | 3:55 | D.I.K.E           |
| 10 | "Nieme kino"        | 3:34 | Śliwka Tuitam     |
| 11 | "Świadomość"        | 4:27 | Mea               |
| 12 | "Powietrze"         | 2:33 | Siv – Kakaroto    |
| 13 | "Magnes"            | 3:27 | Fokus             |
| 14 | "Gdzie robię błąd?" | 3:13 | Evah              |
| 15 | "Obłuda"            | 3:04 | O.S.T.R.          |
| 16 | "Półtora"           | 3:24 | Bit-Bak           |
| 17 | "Ścieżka dźwiękowa" | 2:30 | DJ Haem           |